# Planoventer varicolor
Planoventer varicolor is een raderdiertjessoort uit de familie Dicranophoridae. De wetenschappelijke naam van deze soort is voor het eerst geldig gepubliceerd in 1899 door Hilgendorf.